# Shrek
Shrek je počítačově animovaný film z roku 2001 na motivy pohádkové knihy Shrek!, kterou v roce 1990 napsal William Steig. Film vznikl ve studiu DreamWorks Animation SKG pod vedením režisérů Andrewa Adamsona a Vicky Jenson. Jako vůbec první film získal Oscara v kategorii nejlepší celovečerní animovaný film. Postavám propůjčily svůj hlas známé filmové hvězdy jako Mike Myers, Eddie Murphy, Cameron Diaz, a John Lithgow. V roce 2008 ho Americký filmový institut zařadil mezi 10 nejlepších animovaných filmů na světě. Na film navazují další filmy Shrek 2, Shrek Třetí a Shrek: Zvonec a konec. V roce 2017 bylo oznámeno že společnost DreamWorks pracuje na dalším díle této filmové série, a to na filmu Shrek 5.

## Děj
Zlobr Shrek, který pokojně žije v bažině, je vyrušen, když k němu přijde spousta pohádkových postav, které do bažiny vyhnal zlý Lord Farquaad. Společně s Oslíkem, kterého poznal v lese, se Shrek vydá do Farquaadova paláce Duloc. Objeví se tam zrovna ve chvíli, kdy probíhá rytířský turnaj o to, kdo osvobodí princeznu Fionu a přivede ji, aby si ji mohl Farquaad vzít. Shrek zastraší všechny rytíře a dohodne se s Farquaadem, že mu dovede Fionu a on na oplátku vyžene pohádkové bytosti z jeho bažiny.
Shrek s Oslíkem se tedy vydají ke hradu, kde je Fiona uvězněna. Oslík zvládne souboj s drakem. Poté, co zjistí, že to je dračice, která se do něj zamilovala, začne si s ní povídat. Když Shrek najde Fionu, Fiona je vyděšená, že její zachránce je zlobr. Když hrad opouštějí, Shrek zachrání Oslíka od dračice, která ho nyní nechce pustit. Dračice se rozčílí, vyžene Shreka, Oslíka a Fionu, ale nepronásleduje je, protože ji Shrek přivázal řetězy. Během cesty zpět k Farquaadovi zjistí Shrek a Fiona, že toho mají mnoho společného, a zamilují se do sebe. V noci se ale Fiona schovává, protože se proměňuje ve zlobřici, než bude políbena pravou láskou. Jedné noci Fionu najde Oslík a Shrek jejich rozhovor slyšel a myslí si, že mluvili o něm. Oslík ale musel slíbit, že to neřekne Shrekovi. Fiona říká, že to vyřeší sama. Druhý den ale přijede Lord Farquaad a odveze si ji. Shrek se vrátí do své bažiny, která je konečně prázdná, ale zjistí, že Fionu postrádá.
Oslík Shrekovi řekne, že Fiona se brzy provdá, což ho přiměje k tomu, aby se vydal do Dulacu. K tomu jim pomůže dračice, která pronásledovala Oslíka. Svatbu přeruší před tím, než Farquaad políbí Fionu, ale také krátce před západem slunce, takže všichni pak vidí Fionu ve zlobří podobě. Farquaada změna rozčílí a přikáže zabít Shreka i Fionu, ale dračice všechny zažene a sežere Lorda Farquaada. Shrek a Fiona se políbí, ale Fioně zůstane zlobří podoba, podoba, kterou neočekávala, ale která se Shrekovi líbí. Vezmou se a vydají se na svatební cestu.

## Obsazení
| Mike Myers   | Shrek           |
| Eddie Murphy | Oslík           |
| Cameron Diaz | Princezna Fiona |
| John Lithgow | Lord Farquaad   |

## Dabing
| David Prachař    | Shrek           |
| Oldřich Vízner   | Oslík           |
| Dana Morávková   | Princezna Fiona |
| Antonín Navrátil | Lord Farquaad   |